# Северная Земля
Се́верная Земля́ (до 1926 года — Земля́ Импера́тора Никола́я II) — архипелаг в Северном Ледовитом океане к северу от полуострова Таймыр на границе Карского моря и моря Лаптевых. Административно относится к городскому поселению Диксон Таймырского Долгано-Ненецкого района Красноярского края России. Состоит из четырёх крупных островов (Октябрьской Революции, Комсомолец, Большевик, Пионер) и более сотни мелких (Шмидта, Старокадомского, Крупской, Малый Таймыр и др.).
Площадь архипелага около 37 тысяч км². Необитаем.
Северная Земля — единственный открытый в XX веке архипелаг, а также последний крупный участок суши, нанесённый на карту.

## История

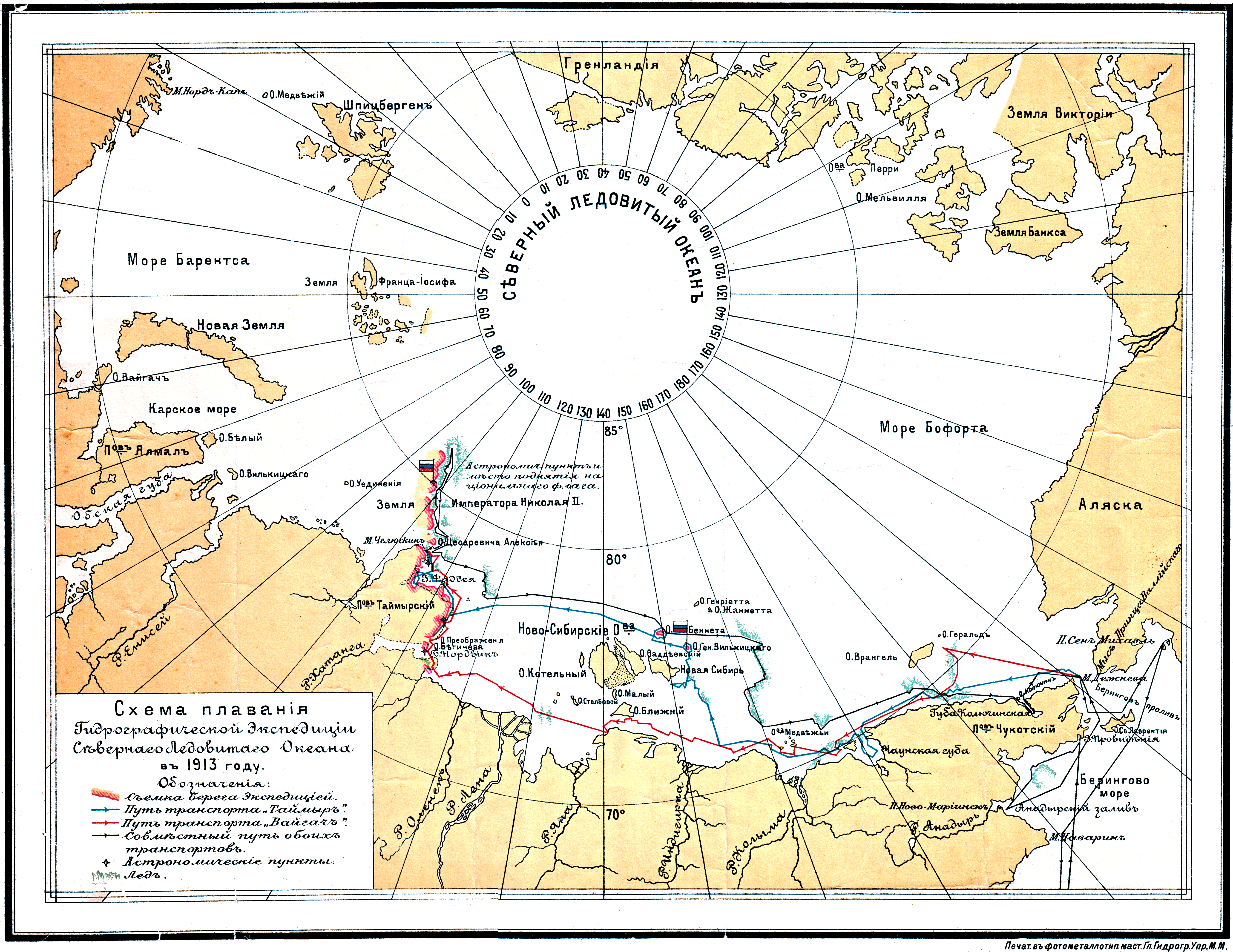
Исследование островов Гидрографической экспедицией 1913 г.

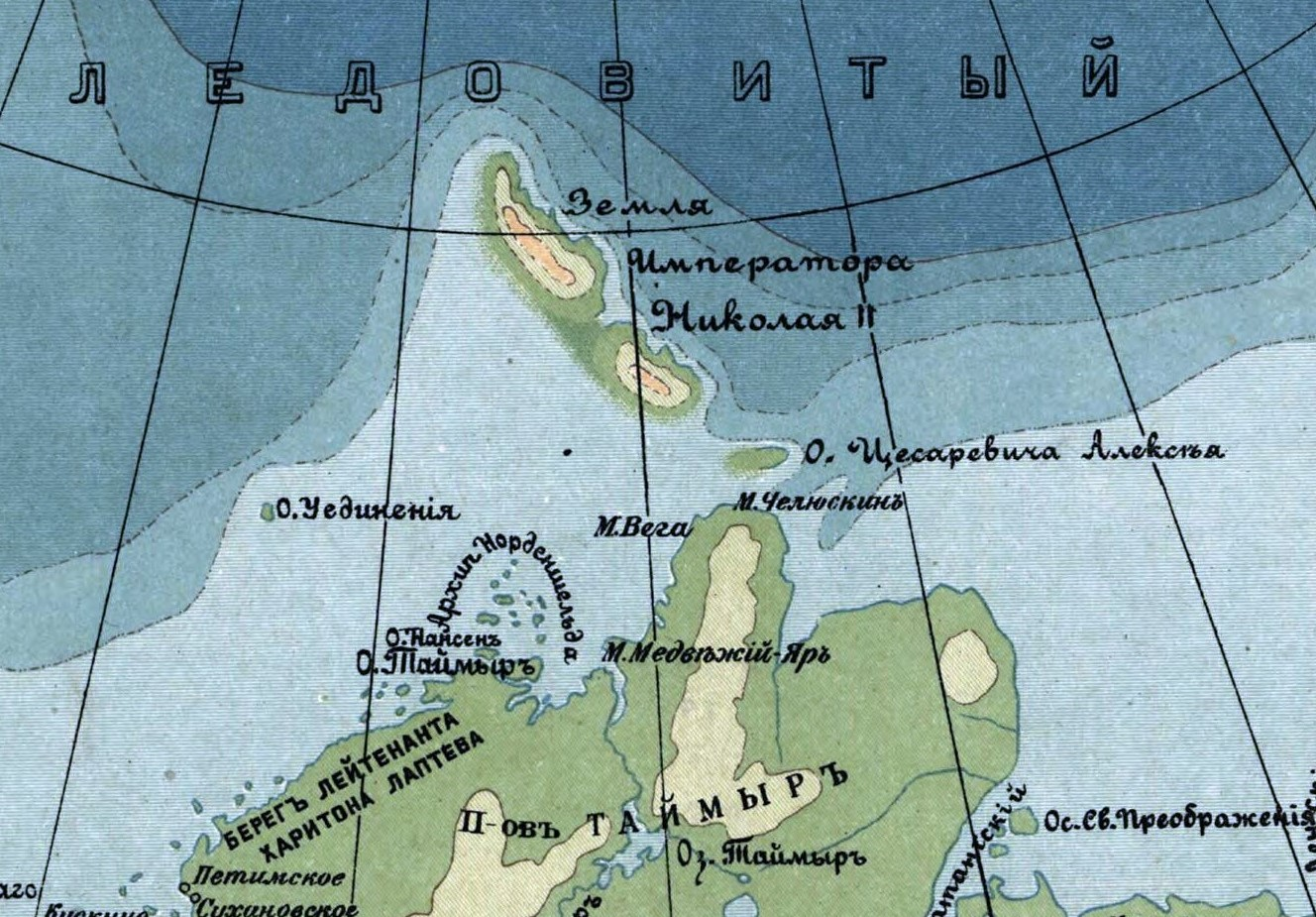
Частично обследованная Земля Императора Николая II на карте Российской империи 1915 года.

Архипелаг открыт 4 сентября 1913 года гидрографической экспедицией 1910-1915 годов Бориса Вилькицкого. Участок, на который вышли участники экспедиции, сейчас называется мысом Берга острова Октябрьской Революции. Сначала новая земля была ими названа словом «Тайвай» (по первым слогам наименований экспедиционных ледоколов «Таймыр» и «Вайгач»). Официальное название Земля Императора Николая II в честь царствовавшего в то время российского императора Николая II архипелаг получил 10 (23) января 1914 года, когда оно было объявлено приказом № 14 морского министра. Продолжаются споры о том, кто был инициатором данного наименования. Известно, что сам Борис Вилькицкий, будучи убеждённым монархистом, поддерживал это название как до появления приказа № 14, так и спустя два десятилетия. Первоначально предполагалось, что архипелаг представляет собой один остров.
Однако участники экспедиции Вилькицкого не были первыми людьми, которые посетили Северную Землю. На самом южном мысе архипелага — мысе Неупокоева на отлогом берегу торчит из вечно мёрзлого грунта древний полутораметровый деревянный столб полуметровой толщины. Такие столбы в XIV-XV веках ставили поморы и вкапывали в мерзлоту, чтобы затем с помощью блока вытягивать на берег гружёную лодку. Множество таких столбов сохранилось на острове Вайгач. Плавания поморов в азиатскую Арктику прекратились в начале XVII века, когда настал так называемый Малый ледниковый период и похолодало настолько, что льды Карского моря перестали таять и стали непроходимы для поморских кочей.
Также существует предположение, что раньше Вилькицкого в том же 1913 году Северной Земли могла достигнуть пропавшая экспедиция известного исследователя Арктики Владимира Александровича Русанова. Её следы на пути к архипелагу были обнаружены в 1934 году. Последние находки, предположительно также относящиеся к экспедиции Русанова, были найдены в 1947 году на северо-восточном побережье острова Большевик, в заливе Ахматова. История обнаружения этих находок стала основой для приключенческого романа Вениамина Каверина «Два капитана», а фамилия главного героя произведения, открывшего Северную Землю раньше Вилькицкого, Татаринов — явный художественный перевёртыш фамилии Русанов.
Подробно архипелаг Северная Земля был исследован в 1930-х годах экспедицией Георгия Ушакова, в состав которой воходили научный руководитель и геолог Николай Урванцев, радист Василий Ходов и каюр, промысловик-новоземелец Сергей Журавлёв. Пройдя около 11 тыс. километров и проведя инструментальную съёмку площади в 26 700 км², экспедиция составила первую точную карту архипелага.
11 января 1926 года Президиум Всероссийского Центрального Исполнительного Комитета своим постановлением № 186 переименовал остров Земля Императора Николая II в остров Северная Земля, Остров Цесаревича Алексея — в остров Малый Таймыр, а группу островов в составе: Земля Императора Николая II, Малый Таймыр и остров Старокадомского — в Таймырский архипелаг. В 1931-1933 гг. были открыты образующие архипелаг острова, которые получили от советских первооткрывателей (Николая Урванцева и Георгия Ушакова) названия Пионер, Комсомолец, Большевик, Октябрьской Революции, Шмидта. Бывшее название крупнейшего из островов архипелага стало названием всего архипелага.
В 1932 году ледокольный пароход «Александр Сибиряков», выполнявший первое сквозное плавание по Северному морскому пути за одну навигацию, впервые в истории обогнул с севера архипелаг Северная Земля, совершив практически полный обход вокруг архипелага.
1 декабря 2006 года Думой Таймырского (Долгано-Ненецкого) автономного округа было принято постановление, которым предлагалось возвратить архипелагу Северная Земля прежнее название Земля Императора Николая II, а также переименовать остров Малый Таймыр в остров Цесаревича Алексея, остров Октябрьской революции — в остров Святой Александры, остров Большевик — в остров Святой Ольги, остров Комсомолец — в остров Святой Марии, остров Пионер — в остров Святой Татьяны и остров Домашний — в остров Святой Анастасии.
Однако после объединения Красноярского края и Таймырского (Долгано-Ненецкого) автономного округа Законодательное собрание Красноярского края не поддержало эту инициативу.
В 2013 году ФГУП «Почта России» выпустило почтовый блок, посвящённый 100-летию открытия архипелага Северная Земля.

## Расположение
Северная Земля расположена в центральной части Северного Ледовитого океана. С запада берега архипелага омывают воды Карского моря, с востока — море Лаптевых. От континентальной части Красноярского края Северная Земля отделена проливом Вилькицкого длиной 130 километров и шириной в самом узком месте между мысом Челюскина и южной оконечностью островов Транзе у берегов острова Большевик 56 км. Самой удалённой от материка точкой является мыс Земляной на острове Шмидта, отдалённый от полуострова Таймыр на 470 километров.
Самая северная точка островов мыс Арктический на острове Комсомолец (81° 16' 22.92" северной широты), расстояние от него до Северного полюса составляет 990,7 км, поэтому мыс часто используется в качестве стартовой точки арктических экспедиций, самая южная — мыс Неупокоева на острове Большевик (77° 55' 11,21" северной широты), самая западная — безымянный мыс на крайнем западе острова Шмидта (90° 4' 42,95" восточной долготы), самая восточная — в районе мыса База на острове Малый Таймыр (107° 45' 55,67" восточной долготы).
Протяжённость архипелага с севера на юг 380 километров, с запада на восток 340 километров.

## Рельеф

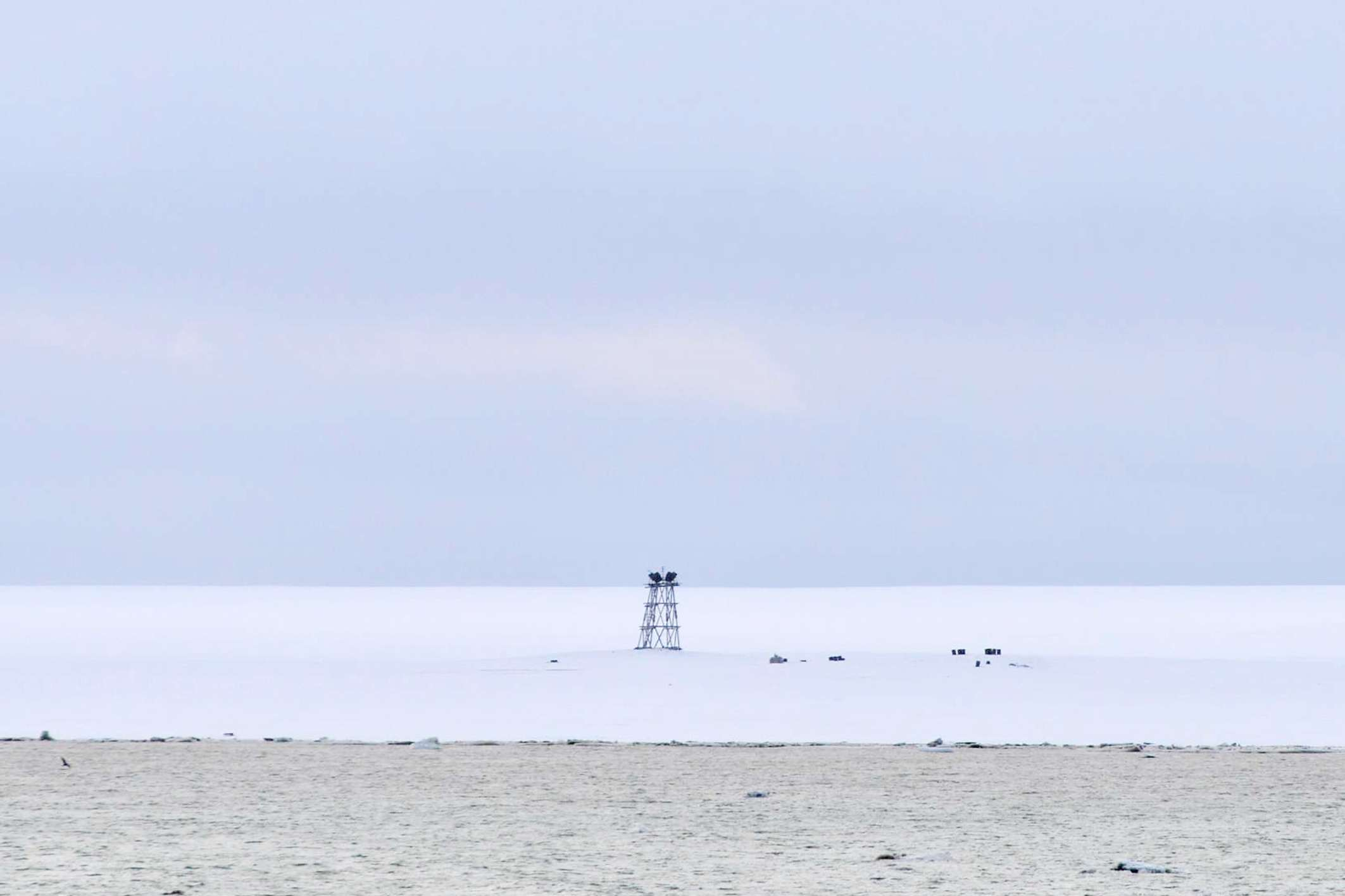
Остров Комсомолец

47 % (17,5 тыс. км²) площади Северной Земли покрыто льдом. 14 % береговой линии приходится на ледниковые берега, для которых характерна крутизна с высотой обрывов до 30 метров. Всего на архипелаге насчитывается 20 крупных ледников. Максимальные высоты островов: 965 метров на острове Октябрьской Революции, 935 метров на острове Большевик, 781 метр на острове Комсомолец, 382 метра на острове Пионер и 315 метров на острове Шмидта. Эти показатели намного превышают значения, указанные на первых картах, где, например, наивысшей точкой острова Октябрьской Революции считалось 625 метров, а острова Большевик — 300 метров, что в 3,2 раза меньше действительной высоты. Больше всего отдельных ледников на острове Октябрьской Революции — 7, затем на острове Большевик — 6, четыре на острове Комсомолец, два на острове Пионер и один на острове Шмидта. Для ледников на этих островах характерна куполообразная форма с плавно понижающейся поверхностью. Ледяные обрывы встречаются лишь у подножья.
Для свободной ото льда территории островов характерны многочисленные каменистые россыпи. На острове Большевик они занимают почти треть не покрытой льдом площади.

## Гидрография и гляциография
Система рек и озёр Северной Земли была картографирована советской экспедиций Георгия Ушакова и Николая Урванцева в 1930-х годах. Девять рек архипелага имеют более 20 километров в длину, из них: реки Озёрная и Ушакова на острове Октябрьской Революции соответственно 57 и 58 километров в длину, на острове Большевик река Тора длиной почти 50 километров и 45-километровая река Скалистая. Реки Северной Земли порожистые, ширина и глубина варьируются в зависимости от сезона и погоды, в середине лета, с началом повсеместного таяния снегов они становятся полноводными, в прочее же время глубина их не превышает одного метра. С сентября по июль реки покрыты льдом.
Значительных озёр немного, площадь большинства из них не превышает 3 км². Самое крупное из них, озеро Фьордовое находится на острове Октябрьской Революции, его озерная котловина частично заполнена ледником Карпинского. Широкое распространение покровного оледенения на островах во многих местах приводит к блокированию воды на пониженных участках рельефа и к образованию ледниково-подпрудных озер. Водоёмы этого типа могут быть крупных размеров, например, Спартаковское озеро на острове Большевик достигало площади около 60 км² и являлось самым крупным внутренним водоёмом архипелага (его современная площадь 4,16 км²). Динамика ледниково-подпрудных и подледниковых озер зависит от климата и других факторов. При разрушении ледяных перекрытий в них происходит снижение уровней воды, а также возможно их полное осушение. Результатами таких событий могут быть крупные паводки и пульсации ледников.
Арктические экспедиции в 21 веке обнаруживают новые острова архипелага, что связано с современным потеплением климата и с сокращением распространения покровных ледников. Выводные ледники на
островах в среднем отступили на 130 м, а их общая площадь сократилась на 136 км². Вместе с тем, в регионах архипелага с климатом полярных пустынь происходит увеличение количества осадков, что приводит к накоплению льда и вызывает нестабильность основных ледниковых куполов. На 2025 год, основным современным событием в этой связи является крупномасштабная пульсация купола Вавилова на острове Октябрьской Революции, которая начала быстро развиваться с 2010 года. Подобные пульсации крупных ледников на архипелаге приводят к образованию выводных шельфовых языков, которые распространяются в открытое море на 10-20 км. Развитие этих временных шельфовых ледников прекращается вместе со стабилизацией ледникового купола, после чего следует их разрушение и исчезновение.
Места, где ледники выходят к морю, часто служат источником образования айсбергов. Наиболее активные места: восточное (бухта Кренкеля) и южное побережье ледника Академии Наук острова Комсомолец и побережье ледника Русанова в районе фьорда Матусевича на острове Октябрьской Революции. За счёт образования айсбергов береговая линия в этих местах меняется в течение года более чем на километр, что не типично для прочих берегов архипелага. Размеры образующихся айсбергов обычно не превышают двух километров в длину, но бывают и исключения: в 1953 году был зафиксирован айсберг рекордных размеров: 12 километров в длину и до 4 километров в ширину.

## Климат
Климат островов арктический. Средняя многолетняя температура: −14 °C. Минимальная температура зимой достигает −47 °C, частый сильный штормовой ветер до 40 м/с. Летом наивысшая температура поднимается до +6,2 °C; средняя температура января от −28 до −30 °C, июля от 0 до +2 °C. За год выпадает от 200 до 500 мм осадков, преимущественно летом; максимум их достигает в августе, причём бо́льшая часть осадков выпадает на северо-западе Северной Земли. На глубине 15 см находится многолетняя мерзлота.
Во время длительной полярной ночи происходит большая потеря тепла через эффективное излучение. Поэтому температуры подстилающей поверхности в это время (с октября по март включительно) очень низкие; так, средняя температура поверхности в январе — марте от −31,2 °C до −31,8 °C. Процесс выхолаживания приземного арктического воздуха наиболее интенсивно происходит над островами.

## Растительный и животный мир
Даже свободные ото льда участки островов архипелага небогаты растительностью. На острове Большевик территория, занятая арктической тундрой, не превышает 10 % общей площади, и чем дальше на север, тем меньше становится этот показатель; так, на острове Октябрьской Революции тундрой занято лишь 5 %, а на острове Комсомолец растительности нет вообще. Из растений, в основном, мхи и лишайники, из цветковых — лисохвост, мак полярный, камнеломка, крупка. Леса нет.
Более богат животный мир островов. Из птиц встречаются полярная сова, кулики, пуночка, белая чайка, розовая чайка, поморник, глупыш, бургомистр, моевка, морянка и крачка, реже гага, гагара, белая куропатка, серебристая чайка и вилохвостая чайка. Из млекопитающих — белый медведь, заходящие с материка дикие северные олени, песцы, волки, лемминги и другие мелкие грызуны. В прибрежных водах обитают нерпы, гренландские тюлени, белухи, моржи, в том числе эндемик моря Лаптевых лаптевский морж (Odobenus rosmarus laptevi) и лахтак. Насекомые не встречаются.

## В литературе
В романе Вениамина Каверина «Два капитана» говорится, что Северную Землю на полгода раньше Вилькицкого открыл погибший отец Кати Иван Татаринов, не получивший известности из-за не дошедшего письма о своём открытии.
В фантастическом романе Григория Адамова «Изгнание владыки» (1946) действие разворачивается на Северной Земле, на острове Октябрьской Революции в районе пролива Шокальского, где расположены подводный посёлок Мыс Оловянный и шахта № 6.
В мемуарах начальника экспедиции на Северную Землю 1930—1932 годов Георгия Ушакова «По нехоженой земле».

## Крупнейшие острова
- Большевик
- Комсомолец
- Остров Крупской
- Остров Октябрьской Революции
- Остров Старокадомского
- Остров Шмидта
- Пионер
- Малый Таймыр
- Найдёныш